# Ester (boek)
Ester, ook gespeld als Esther, (Hebreeuws: אֶסְתֵּר, ’æster) is een boek in de Hebreeuwse Bijbel, genoemd naar de hoofdpersoon van dit boek: koningin Ester, die in dit verhaal samen met haar neef en voogd Mordechai een poging om de Joden in het Perzische Rijk in de 5e eeuw v.Chr. uit te roeien verijdelt.

## Plaats in de Tenach en het Oude Testament
In de Tenach valt het boek onder de Ketoewim (Geschriften), en hierbinnen onder de Megillot (vijf rollen). Als feestrol wordt dit boek gelezen bij het Joodse Poerimfeest. In het Hebreeuws wordt het dan ook "Megillat Ester" genoemd, ofwel de (feest)rol van Ester.

### Canoniciteit
De status van Ester als deel van de canon van de Bijbel werd lang betwist. Ester komt bijvoorbeeld de eerste eeuwen van het christendom niet voor in de lijsten boeken die werden opgesteld door Melito van Sardes, Athanasius van Alexandrië, Cyrillus van Jeruzalem, Gregorius van Nazianze en anderen. Bovendien zijn geen kopieën van Ester gevonden in de Dode Zee-rollen. Desalniettemin accepteerden de meeste westerse kerken tegen de 4e eeuw Ester als een deel van de Bijbel.

## Auteurschap

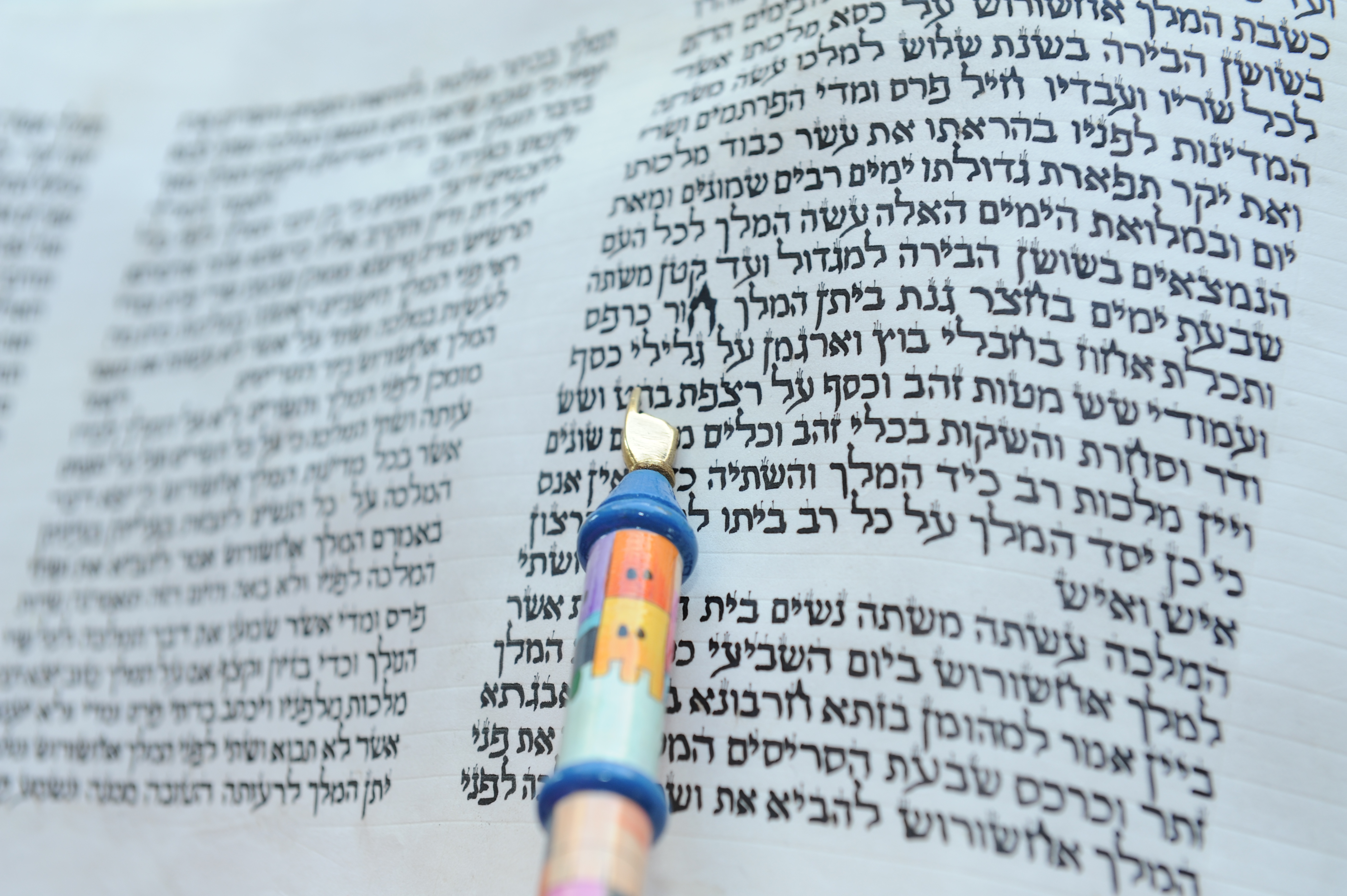
Eerste hoofdstuk van een handgeschreven rol van het boek in het Hebreeuws

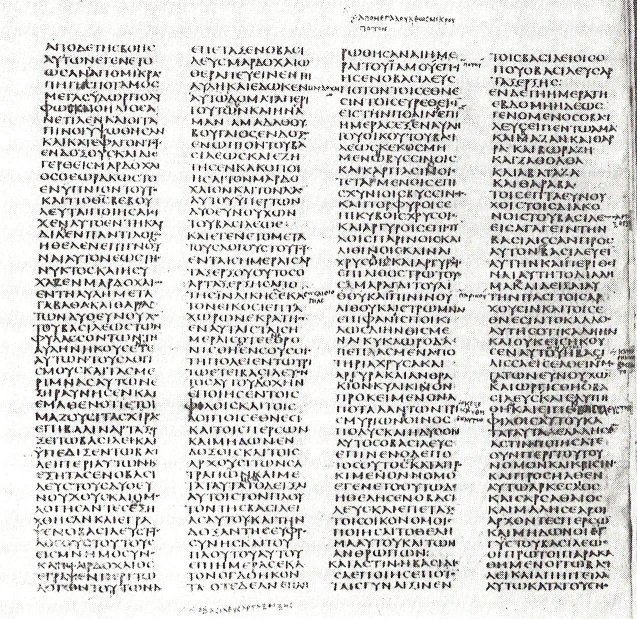
Grieks handschrift van het boek Ester (Codex Sinaiticus)

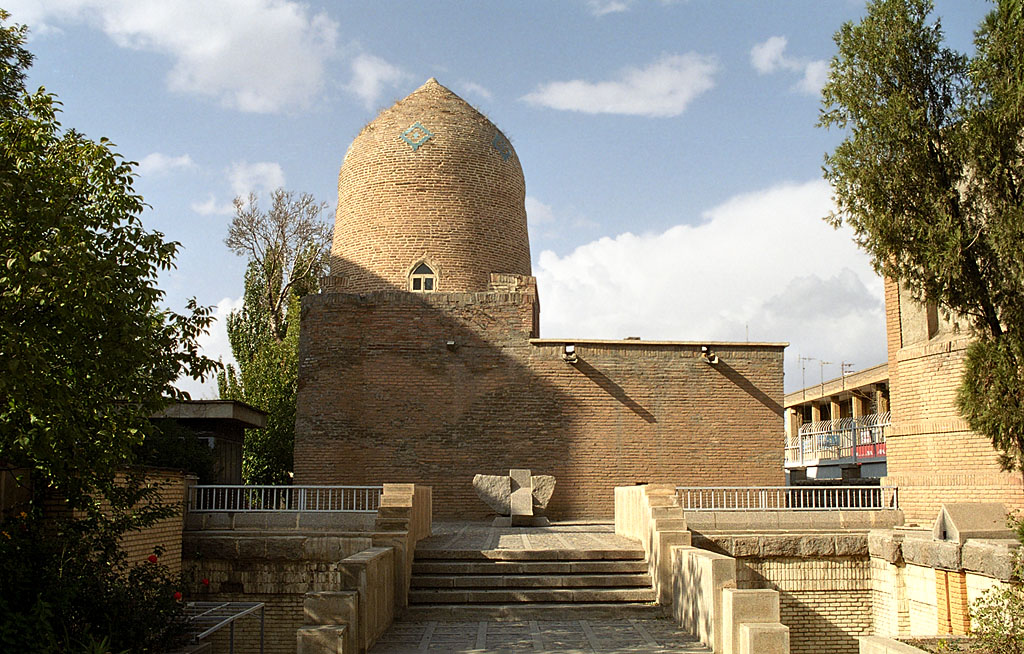
Mausoleum van Ester en Mordechai in de Iraanse stad Hamadan

Over het auteurschap van het boek Ester heeft altijd veel onzekerheid bestaan. De Talmoed, in Baba Bathra 15a, wijst het aan de grote synagoge toe, Titus Flavius Clemens in Alexandrië aan Mordechai, en Augustinus aan Ezra.
In deze varianten wordt ervan uitgegaan dat het verhaal redelijk kort na het gebeuren op schrift is gesteld. Moderne onderzoekers plaatsen het verscheidene generaties later, en wijzen het toe aan anonieme bronnen rond 150–130 v.Chr..
De Griekse versie van Ester wijkt significant af van de Hebreeuwse tekst en is niet simpelweg een vertaling van het Hebreeuwse origineel. In een extra stuk tekst, later bekend geworden als de Toevoegingen aan Ester, worden er verklaringen gegeven die antwoord moeten geven op vragen en die reageren op situaties in Alexandrië. Deze Toevoegingen – die later tot de deuterocanonieke boeken dan wel de apocriefen van het Oude Testament zijn gerekend – zijn veel religieuzer van aard dan het Hebreeuwse origineel, dat God niet eens noemt en slechts af en toe indirect naar het bovennatuurlijke verwijst.
Zowel qua gebeurtenissen als qua stijl zijn er parallellen te trekken tussen het boek Ester en het Jozefverhaal uit Genesis 39–43.

## Inhoud

### Versies
Van de tekst zijn twee versies gangbaar. De door protestanten als canoniek erkende versie is gebaseerd op de tekst uit de Hebreeuwse Bijbel en telt tien hoofdstukken. De rooms-katholieke versie is gebaseerd op de in het Grieks geschreven Septuagint en bevat naast de door de protestanten erkende hoofdstukken een zestal door de tekst verspreide aanvullingen (in Bijbelvertalingen doorgaans aangegeven met de letters A-F). De aanvullingen beschrijven de geschiedenis van Ester als een uiting van Gods wil, terwijl in de versie uit de Hebreeuwse Bijbel de naam van God niet genoemd wordt. Deze aanvullingen worden door de protestanten als apocrief gezien.

### Het verhaal

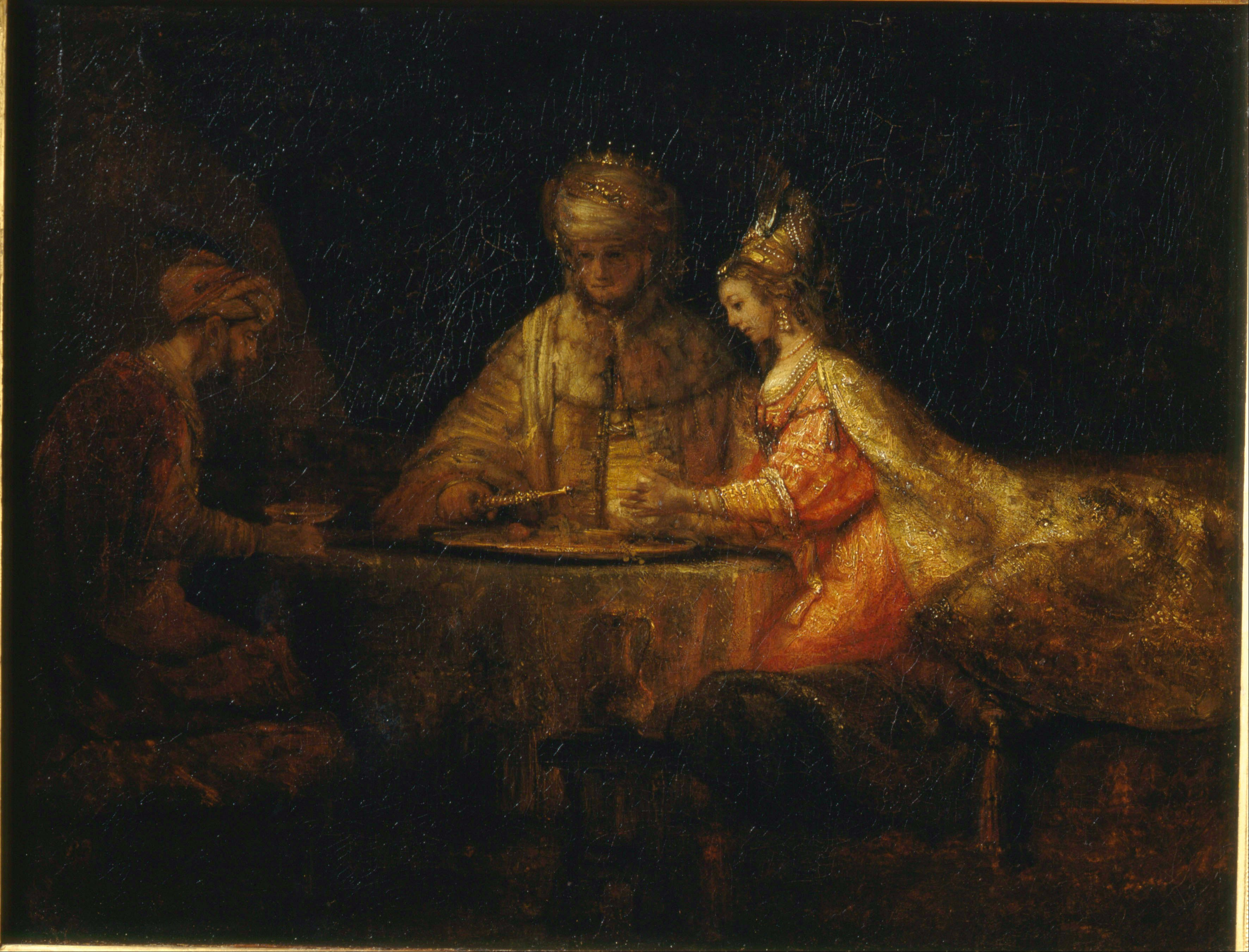
De koning en Haman worden door Esther uitgenodigd (Rembrandt), zie: Ahasveros en Haman aan het feestmaal van Esther

Koning Ahasveros is gehuwd met Vasthi, en deze weigert tijdens een feest aan de verzamelde gasten haar schoonheid te tonen, waarop zij door de koning verstoten wordt. Hadassa wordt uit een groot aantal kandidates door de koning gekozen als zijn nieuwe vrouw. Zij krijgt de Perzische naam Ester.
Mordechai, de neef en voogd van Ester, werkt in de poort van de koning en ontdekt daar dat twee hovelingen een aanslag tegen de koning beramen. Hij meldt dat en de samenzweerders worden ter dood gebracht.
Ahasveros benoemt de Amalekiet Haman tot grootvizier. De verwaande Haman eist dat iedereen voor hem buigt en maakt zich kwaad omdat de Joodse Mordechai dat niet doet. Hij laat een wet uitvaardigen waarin staat dat het hele Joodse volk uitgeroeid moet worden, en wel op een door het lot bepaalde datum. Haman weet echter niet dat Ester ook tot dit volk behoort.
Op aandringen van Mordechai probeert Ester in te grijpen. Ze neemt het risico dat ze ter dood veroordeeld wordt omdat ze ongevraagd bij de koning komt. Ze nodigt de koning en Haman uit voor de maaltijd. Tijdens de maaltijd vraagt de koning wat Esters wens is, maar Ester beantwoordt die vraag niet direct. In plaats daarvan vraagt ze de koning en Haman de volgende dag weer bij haar te komen eten.
Haman is de verdere dag in een vrolijke stemming, omdat hij een belangrijke functie bekleedt en tot tweemaal toe door de koningin te eten is gevraagd. Hij blijft zich echter ergeren aan de Jood Mordechai, die niet voor hem wil buigen. Hoewel hij al geregeld heeft dat het hele Joodse volk wordt uitgeroeid, besluit hij, op aandringen van zijn vrouw, een paal gereed te maken om Mordechai aan op te hangen. Hij zal de koning de volgende ochtend vragen om het vonnis te bekrachtigen.
Die nacht kan de koning niet slapen en hij laat zich de kronieken voorlezen. Zo wordt hij eraan herinnerd hoe Mordechai enige tijd geleden een aanslag had verijdeld, en dat hij daarvoor nooit beloond is. De koning vindt dat dit verzuim moet worden goedgemaakt. 's Morgens komt Haman bij de koning, want hij wil deze de goedkeuring vragen voor het doodvonnis van Mordechai, maar voordat Haman aan het woord komt spreekt de koning zelf tot hem. Die zegt namelijk dat hij iemand wil huldigen en vraagt Haman hoe hij dat zou kunnen doen. Haman denkt dat het eerbetoon hem ten deel zal vallen en zegt wat hij het liefste wil: een eretocht door de stad. Daarop geeft de koning hem opdracht een eretocht aan Mordechai te geven. Haman houdt zijn plannen nu voor zich.
Als de koning en Haman die middag weer bij Ester de maaltijd gebruiken en de koning weer vraagt wat Ester wenst, antwoordt ze dat haar volk uitgeroeid moet worden volgens een wet die Haman heeft geschreven, en dat ze wenst dat zij en haar volk gespaard worden. De koning laat Haman ophangen aan de paal die hij voor Mordechai had bedoeld, en hij stelt Mordechai aan als grootvizier in plaats van Haman.
Rest nog de uitgevaardigde wet, die onmogelijk ingetrokken kan worden. Mordechai lost dit op door de Joden overal toe te staan zich te verzamelen en te verdedigen en daarbij aanvallers en hun vrouwen en kinderen te doden.

### Thema/boodschap
De interpretatie van het verhaal hangt sterk samen met de vraag naar het auteurschap en de visie van de commentator. Vrijwel alle commentatoren zijn het erover eens dat de auteur de herkomst van het Poerimfeest wilde verklaren.
Orthodoxe uitleggers houden vast aan een historische interpretatie van het boek. Zij zien naast de verklaring van de oorsprong van het Poerimfeest ook Gods beschermende hand over het Joodse volk als boodschap.
Enkele 'moderne' opvattingen:
1. "Vasthi" was de naam van de voornaamste Elamitische godin. "Ester" is Aramees voor "Ishtar", de belangrijkste Babylonische godin, en "Hadassa" is afgeleid van het Babylonische woord voor "bruid", een van Ishtars titels. "Mordekai" zou de Hebreeuwse vorm zijn van "Mardoek", de Babylonische hoofdgod. "Haman" komt van "Hamman", de naam van de Elamitische oppergod, en "Zeres" is evenzo de naam van Hammans goden-vrouw "Kirisha". Het boek Ester is dus een allegorie voor de Babylonische overwinning op "Elam", waarin de Babylonische goden de Elamitische goden in Shushan vervangen. Ze brengen de geest van de tijd tot uitdrukking waarin het geschreven werd, een tijd waarin de Joden weer een onafhankelijk koninkrijk vormden na generaties van bittere vervolging.
2. John Levenson ziet in zijn commentaar op Ester in 1997 het boek als een novelle, en analyseert de literaire structuur van het boek. Hij concludeert dat het is opgebouwd rond het banketmotief. De boodschap van het boek beschouwt hij vanuit meerdere gezichtspunten.
3. Adele Berlin gaat er in haar in 2001 verschenen commentaar op het boek Ester van uit dat het bedoeld is als humoreske. Hiervoor voert zij met name het volgende bewijsmateriaal aan:
  - de vele humoristische elementen in het boek (zie bijvoorbeeld Raddays Esther with Humor) (bijvoorbeeld Ester 7:8);
  - de huidige carnavaleske/vrolijke viering van het feest;
  - de boekrol ziet geen probleem in geweld, gemengde huwelijken of niet-koosjere maaltijden.

### God wordt niet genoemd
Ester is het enige Bijbelboek waarin God niet expliciet genoemd wordt, zo wordt in protestantse kringen wel gezegd. Er is echter nog een Bijbelboek waarvoor dit geldt, namelijk het Hooglied. Er wordt wel indirect naar God verwezen, bijvoorbeeld in een zin als: "Wie weet ben je juist koningin geworden met het oog op een tijd als deze" (Ester 4:14).
Latere schrijvers hebben getracht dit euvel te verhelpen door enkele toevoegingen. In de Griekse vertaling, de Septuaginta, werden deze toevoegingen opgenomen. In de Latijnse vertaling, de Vulgata, zijn ze ook opgenomen. Volgens de rooms-katholieke opvattingen behoren die toevoegingen dus tot de canon van de Bijbel en hebben ze dan ook leergezag.
De protestanten rekenen deze toevoegingen tot de apocriefen en dus hebben ze geen leergezag. De toevoegingen werden vroeger tussen de andere teksten ingevoegd, en in latere uitgaven gebundeld tussen het Oude en Nieuwe Testament. De Nieuwe Bijbelvertaling is in een versie met en een versie zonder apocriefen uitgegeven.
Omdat de naam van God ontbreekt, is het mogelijk de rol als souvenir te verkopen, ten toon te stellen, te fotograferen, enzovoorts.

## Historiciteit
Het verhaal in het boek Ester moet allereerst als dichterlijk kunstwerk worden gelezen, niet als een historisch verslag. Toch kan de historische vraag worden gesteld in termen van individuele hoofdrolspelers van het verhaal. Het bewind van Ahasveros kan worden gelijkgesteld met Xerxes I (485–465 v.Chr.) Veel kennis over deze periode is ontleend aan de Griekse geschiedschrijving, maar die stond vijandig tegenover Perzië en geeft geen neutrale verklaringen. Herodotus beschrijft talrijke gebeurtenissen uit het bewind van Xerxes I. De feiten en de opvallende bekendheid van de auteur van Ester met Perzische gebruiken lijken de historiciteit van het boek te ondersteunen. Zo komen de zeven prinselijke gidsen ook voor bij Herodotus. Hetzelfde geldt voor het postsysteem en bepaalde vormen van eerbetoon aan de koning en hogere ambtenaren. Weldoeners worden rijkelijk beloond. Daarnaast staat er een aanzienlijk aantal Perzische woorden en namen in Ester.
De bekendheid van de auteur van Ester met de Perzische cultuur op zich is echter geen bewijs van de historiciteit van het boek, dat sterk in twijfel moet worden getrokken door andere kenmerken. Zo is er de vraag of een banket wel 180 dagen kan duren. Men moet ook vragen stellen over het historische karakter van het gedrag van koningin Wasti, die niet op het mannenfestival komt. Het is zeer onwaarschijnlijk dat een koning zou hebben ingestemd met een edict waarin staat dat elke man meester is in zijn eigen huis. Ook is het zeer onwaarschijnlijk dat keizerlijke uitspraken in alle talen van het rijk werden geschreven. Bekeringen tot het jodendom in de beschreven aantallen in Perzië zijn tot op dit moment ook niet bevestigd. De informatie over de Mordechai van de groep ballingen is moeilijk te rijmen met de overheidsgegevens over Xerxes I. Het is moeilijk om de datering van het verschijnen van Ester aan het koninklijk hof te rijmen met de historisch gedocumenteerde gebeurtenissen van dat jaar, aangezien de koning destijds in beslissende veldslagen in Griekenland en Klein-Azië was. Het doorslaggevende argument tegen de historiciteit van het boek Ester is echter de periode die wordt aangeduid waarin Ester koningin van Perzië zou zijn geweest, namelijk tussen het 7e en 12e regeringsjaar van Xerxes I. Noch de naam Ester noch Wasti worden in die periode genoemd. Herodotus noemt voor de betreffende periode Amestris als koningin van Perzië. Bovendien moet Mordechai, die volgens Ester 2:6 bij degenen hoorde die in 597 v.Chr. onder Nebukadnezar II ballingen werden een goede 120 jaar oud zijn op het moment dat het verhaal plaatsvond. Dit is onwaarschijnlijk en past zeker niet bij de jeugdige Ester, die als nicht (niet oomzegger) ongeveer even oud zou moeten zijn. Bovendien is er geen bijzondere vijandigheid jegens Joden in Perzië bekend. Haat en vervolging van Joden zijn bekend uit het tijdperk van Diadochenoorlogen na de dood van Alexander de Grote.

## Datering
Het belang van het boek Ester is in het licht van bovenstaande niet primair historisch. Het moet niet worden begrepen als een novelle (of diaspora-novelle) of een "historisch wijsheidsverhaal", maar eerder als een "romanachtig verhaal" dat plaatsvindt in de Perzische tijd, maar mogelijk afkomstig is uit de hellenistische periode. Kenmerkend voor de romans in de hellenistische periode zijn de complexiteit van de context, het theatrum mundi, erotische connotaties en een zekere "wereldinterpretatie". De datering van de oorsprong van het boek Ester in de 5e / 4e eeuw v.Chr. moet daarom sterk in twijfel worden getrokken. De 3e eeuw v.Chr. is waarschijnlijker: de goede kennis van de Perzische situatie komt overeen met het instructieve materiaal van de Griekse historici.
Het boek bevat gegevens die erop wijzen dat het een aantal generaties later geschreven is, namelijk:
- Dat Ester in Babel/Babylon geboren werd en door Mordechai verder opgevoed werd toen ze wees was geworden;
- Een impliciete suggestie dat Susa niet langer de hoofdstad was (Ester 1:2);
- Van Mordechai wordt vermeld dat hij uit Jeruzalem is weggevoerd met Jechonia door Nebukadnezar. Dit vond plaats in 597 v.Chr., zo'n 110 jaar eerder;
- Xerxes' vrouw aan het eind van de jaren 480 v.Chr. was Amestris, een dochter van een van zijn generaals;
- Het is niet goed voor te stellen dat Haman wetend dat Mordechai een Jood was dit niet van Ester geweten heeft;
- Ester 10:3 roemt Mordechais weldaden aan zijn volk, en het is niet aannemelijk dat hij dit zelf heeft opgeschreven;
- Het is niet goed voorstelbaar dat Vasthi's weigering op het feest tot een vrouwenopstand in het rijk zou leiden;
- De Elamieten waren een volk geweest met hoofdstad Shushan, en hun traditionele vijand was Babel/Babylon. Elam werd verslagen (in 640 v.Chr.) door de Assyriërs. Hun veldtocht tegen de Elamieten betekende de tijdelijke redding van het koninkrijk Juda. Maar tegelijkertijd kwamen zij ook zo verzwakt uit deze strijd dat Assyrië door Perzië ingenomen werd. Darius I bouwde Susa waar Shushan gestaan had. Tegen de tijd dat Ester werd geschreven, was de buitenlandse macht aan de horizon het Macedonië van Alexander de Grote. Deze zou het Perzische Rijk een 150 jaar na het verhaal van Ester verslaan. Hierom noemt Xerxes Haman ook een Macedoniër in plaats van een Amalekiet, die eerder de vijanden van de Joden waren geweest (in de toevoegingen, 16:10,14);
- Een uitleg van Perzische gebruiken impliceert dat deze gebruiken niet langer bij de lezer bekend zijn (1:13, 1:19, 4:11, 8:8);
- De wraakzuchtige houding van de Joden tegenover de heidenen;
- Woorden en uitdrukkingen die op een latere datering wijzen.

Op grond van deze en andere argumenten concluderen veel moderne kenners dat Ester verscheidene generaties later geschreven is, mogelijk rond 130 v.Chr., toen de historische feiten niet meer helder waren.
Orthodoxe uitleggers houden vast aan een historische interpretatie van het boek. Enkele van hun argumenten voor een datering uit de tijd van Xerxes of spoedig daarna zijn:
1. De gebruikte taal behoort tot de periode van de Perzische overheersing. Het wordt gekenmerkt door oude Perzische woorden, die tegen de tweede eeuw voor Christus in onbruik geraakt waren (en waarmee de vertalers van de Septuagint blunderden);
2. In Ester 10:2 staat: "Zijn alle machtige daden en krijgsverrichtingen van Ahasveros niet geschreven in het boek van de kronieken van de koningen van Medië en Perzië?" M.a.w., de kronieken zijn nog te raadplegen, dus Perzië bestaat nog (332 v.Chr.: Alexander de Grote verslaat Perzië);
3. Het woord "die" in Ester 2:6 zou slaan op Mordechais grootvader, dus Mordechai is niet als kind weggevoerd;
4. Het opsommen van details in namen wijst op authenticiteit;
5. De auteur had grote kennis van Perzische gewoonten;
6. Dat Haman niet zou hebben geweten dat Ester een Jodin was, zou kunnen worden verklaard door haar constante weigering haar afkomst te vertellen, zoals in het boek Ester wordt beschreven. Dat Mordechai behalve haar pleegvader ook haar neef was, was niet bekend.

## Nawerking

### Neolatijns toneel
In de renaissance zijn talrijke toneelstukken geschreven met het Bijbelverhaal van Ester als onderwerp. Zowel tragedies (Naogeorgus' Hamanus, Philicinus' Esthera en andere) als komedies (Laurimanus' Esthera Regina en andere). In een vermenging van de erfenis van het toneel van de Oudheid met de christelijke moraal paste het boek Ester heel goed. Thema's zoals gerechtigheid, voorzienigheid en vroomheid werden gecombineerd met gedachtegoed van de Stoa over de deugd van het beheersen van de eigen emoties. Seneca, de grootste Romeinse tragediedichter, was namelijk sterk beïnvloed door de Stoa en was tegelijkertijd het grote voorbeeld voor het toneel van renaissanceschoolmeesters zoals eerder genoemden.

### Verfilmingen
Het boek Ester is meermalen verfilmd. De zogeheten 'klassieke' verfilming van het verhaal dateert uit 1960, is getiteld Esther and the King, met in de hoofdrollen Joan Collins en Richard Egan, en werd geregisseerd door Raoul Walsh.
Een verfilming uit 2006 is One Night with the King, geregisseerd door Michael O Sajbel, met Tiffany Dupont als Esther/Hadassa en Luke Goss als koning Ahasveros.

### Muziek
Het verhaal van Ester werd gebruikt als basis voor een oratorium van Händel in 1731.